# 福井至
福井 至（ふくい いたる、1958年 - ）は、日本の臨床心理学者・臨床心理士。専門は、臨床心理学・認知行動療法。学位は、博士（人間科学）。東京家政大学教授。東京都生まれ。

## 経歴
- 1982年早稲田大学第一文学部卒業。
- 1989年早稲田大学大学院文学研究科博士後期課程心理学専攻単位取得退学。
- 1990年札幌大学女子短期大学部講師・助教授。
- 1996年北海道浅井学園大学人間福祉学部助教授。
- 2002年東京家政大学文学部助教授。
- 2008年東京家政大学文学部・東京家政大学大学院教授。

## 所属学会
- 日本心理学会（評議員）
- 日本健康心理学会
- 日本教育心理学会
- 日本心理臨床学会
- 日本カウンセリング学会
- 日本行動療法学会（理事）
- 日本認知療法学会（幹事）
- 日本EMDR学会　(理事)
- 日本行動科学学会
- 日本心身医学会

## 著書
- 『アニマル・セラピーの理論と実際』 (培風館 2001年12月) ISBN 978-4563056575
- 『抑うつと不安の関係を説明する認知行動モデル』 (風間書房 2002年1月) ISBN 978-4759912999
- 『境界性パーソナリティ障害臨床ガイドブック』 (日本評論社 2007年2月10日) ISBN 978-4535982574 (翻訳)
- 『図解による学習理論と認知行動療法』 (培風館 2008年7月10日) ISBN 978-4563057244
- 『パーソナリティ障害の認知療法 スキーマ・フォーカスト・アプローチ』 (金剛出版 2009年7月27日) ISBN 978-4772410861 (翻訳)
- 『不安障害の認知行動療法』 (日本評論社 2010年3月2日) ISBN 978-4535983137
- 『図説 認知行動療法ステップアップ・ガイド 治療と予防への応用』 (金剛出版 2011年12月) ISBN 978-4772412278
- 『図解 やさしくわかる認知行動療法』 (ナツメ社 2012年7月6日) ISBN 978-4816352737 (監修)
- 『ぐっすり眠れるドクターレッスンノート』 (講談社 2012年11月30日) ISBN 978-4062596770 (監修)
- 『スキーマモード・セラピー チェ・ヨンフィ(崔永熙)の統合心理療法から』 (金剛出版 2013年5月10日) ISBN 978-4816352737 (翻訳)
- 『心がスッと軽くなる 認知行動療法ノート』 (ナツメ社 2015年4月7日) ISBN 978-4816357947 (監修)